# Young and Beautiful
«Young and Beautiful» — пісня американської співачки та автора пісень Лани Дель Рей, використана для саундтреку до драматичного фільму «Великий Гетсбі».
Сучасні музичні критики високо оцінили сингл, назвавши його «захоплюючим». У ліричному плані «Young and Beautiful» розповідає про побоювання молодої закоханої про те, чи може кохання тривати. Музичне відео, зняте Крісом Суїні та зняте Софі Мюллер, було випущено 10 травня 2013 року.
«Молода та красива» потрапила до першої позиції в Співдружності Незалежних Держав, а також до топ-10 в Австралії, Угорщині, Ізраїлі та Італії. У травні 2013 року пісня увірвалася в Billboard Hot 100; вона досягла 22 місця на діаграмі, що робить її другим найвищим піком Лани Дель Рея до цього моменту. Незабаром після цього пісня також досягла 3 місця в чарті Hot Rock Songs. Пісня отримала дев’ятикратний платиновий статус в Австралії, п’ятикратний платиновий статус у США та платиновий або подвійний платиновий статус у семи інших країнах.
Лана Дель Рей і Новелс отримали нагороди за написання пісень від різноманітних музичних і кінопремій, у тому числі номінації на найкращу пісню, написану для візуальних медіа на 56-й щорічній церемонії вручення премії «Греммі» та найкращу пісню на 19-й церемонії вручення нагород Critics' Choice Awards. Зрештою вони виграли найкращу оригінальну пісню на 18th Satellite Awards. 26 січня 2014 року «Young and Beautiful» був оголошений номером 7 у щорічному рейтингу Triple J's Hottest 100 в Австралії.

## Фон
Працюючи з режисером фільму, співавтором сценарію та співпродюсером Базом Лурманном, Дель Рей написала оригінальну пісню «Young and Beautiful» для саундтреку до екранізації «Великого Гетсбі» 2013 року з погляду Дейзі Б’юкенен.
Пізніше Баз Лурманн дав інтерв’ю, яке містило Skype-чат із Дель Рей, де Лурманн сказав, що «нам дуже пощастило, що ця пісня знайшла фільм», маючи на увазі, що пісня вже була написана до фільму.
Лурманн змінив деякі слова на початку другого куплету з демо-версії «Will You Still Love Me», щоб відповідати фільму. Зрозуміло, що пісня призначалась для мініальбому Paradise, про що й підхопили різні ЗМІ.
Пісня була випущена на сучасному хіт-радіо як сингл і була використана як стартовий сингл у фільмі. Фрагмент треку з’явився в офіційному трейлері фільму та відтворювався під час сцени, де герої Леонардо Ді Капріо та Кері Малліган висловлюють свої романтичні почуття одне до одного.
У жовтні 2013 року ремікс Седріка Жерве був замовлений лейблу Universal Germany. Його було надіслано на італійське сучасне хіт-радіо Universal Music 10 січня 2014 року.

## Композиція
У тексті «Чи ти все ще будеш любити мене, коли я більше не буду молодою і красивою?», Лана Дель Рей додає нотку відчаю, що нагадує ідіосинкразію, з якою стикаються герої класичного роману Ф. Скотта Фіцджеральда «Великий Гетсбі». Мрійливий вокал Дель Рея звучить над заспокійливими струнними та консервованою перкусією. М’який і сумний вокал, що відповідає ретро-афекту Дель Рея, відповідає атмосфері 1920-х років, коли відбувається дія роману. Тексти пісень обертаються навколо тем задоволення коханих, ностальгії та похмурості старіння.

## Музичне відео
Музичне відео на пісню «Young and Beautiful» було заплановано на 22 квітня 2013 року, але офіційно було випущено 10 травня 2013 року. Режисером виступив Кріс Суїні, створенням відео керували Адам Сміт і Джейкоб Свон-Хям, знімає Софі Мюллер. Поруч зі струнним оркестром Лана Дель Рей співає оркестрову версію своєї пісні Дена Хіта в стилі ар-деко 1920-х років. Вона співає пісню в темній кімнаті з блискучими діамантовими сльозами на щоці, схожими на татуювання. Джейсон Ліпшутц з журналу Billboard описав відео як «похмуре», а вигляд співачки як «особливо скромний». Ліпшутц зробив висновок, що «кліп закінчується, не досягаючи жодного висновку — схоже на риторичне запитання «Чи ти все ще будеш любити мене, коли я більше не буду молодою і красивою?» в основі пісні». Марк Хоган із Spin описав його як «елегантно задуманий, але успішний лише настільки, наскільки досягає успіху музика». 
27 вересня 2013 року було опубліковано редагування відео на ремікс Седріка Жерве.

## Критичний прийом
«Young and beautiful» критики сприйняли досить позитивно. Хіп-хоп журнал Rap-Up назвав сингл «переслідуючим», а MTV назвав його «похмурим». Джейсон Ліпшутц з Billboard назвав баладу «типово пишною», порівнюючи сингл із попередніми хітами Дель Рея «Video Games» і «Born to Die». Канадський журнал National Post написав, що «Young and Beautiful» починається з того місця, де зупинилися «Відеоігри», заявивши, що пісня має відношення до книги через «її одержимість занепадом і швидкоплинною природою гарного життя, безумовно, резонує». Журнал продовжував називати це «артефактом» незмінно темного тону Дель Рея, додаючи, що на другому програванні «його лиса прямота стає привабливою». MTV прокоментувало, що трек «дуже відповідає тому, чого шанувальники Лани Дель Рей звикли очікувати» від Дель Рей. Джефф Бенджамін з Fuse сказав, що трек містить «велику, розмашисту баладу з фортепіано, скрипками та дзвінким звуком Лани». Він додав, що «якщо сингл досягне успіху, можливо, співоча пташка нарешті зможе вичистити свій імідж від тегу «Дівчина, яка повністю обдурила [sic] свій дебютний виступ Saturday Night Live ». Джоді Розен з Rolling Stone визнала «Young and Beautiful» центральною частиною альбому, назвавши її «інертною» та «тягнучою», попри її симетрію до всієї теми альбому. Вважаючи композицію стриманою порівняно зі своїми попередніми роботами, Август Браун, написавши для The Los Angeles Times, назвав сингл «чистим» і «класним». «Young and Beautiful» отримав позитивну рецензію від Тома Брейхана зі Stereogum, хоча він не схвалював марнословство репліки: «make me wanna party». Натан Елліс, написавши для Far Out Magazine, похвалив трек за «шовковистий вокал» і «солодкі тони».
Пісня була номінована як найкраща пісня, написана для візуальних медіа на 56-й щорічній церемонії вручення премії "Греммі". «Young and Beautiful» також була номінована як «Найкраща оригінальна пісня» на World Soundtrack Awards 2013. Вона виграла як «Найкраща оригінальна пісня» на 18th Satellite Awards.